# Jean-Étienne Montucla
Jean-Étienne Montucla (1725-1799) was een Frans wiskundige.
Hij publiceerde in 1758 zijn Histoire des Mathématiques. Daarin geeft hij verslag van de vooruitgang van de wiskunde vanaf de oorsprong tot op heden. Ook beschrijft hij de tabel en de ontwikkeling van de belangrijkste ontdekkingen in alle onderdelen van de wiskunde en de geschillen die zijn ontstaan tussen de wiskundigen. Bovendien heeft hij het over en de belangrijkste kenmerken van het leven.
Het volgende citaat  komt uit een supplement bij boek IV van dit werk.
Qu'on ait douze plans se coupant tous à angles égaux dans une même ligne, et que ces plans, indéfiniment prolongés, en rencontrent un autre dans une situation quelconque, il s'agit de déterminer les lignes dans lesquelles ils le coupent.
"Wanneer men twaalf vlakken heeft die elkaar onder gelijke hoeken snijden in dezelfde lijn, en deze vlakken, oneindig voortgebracht, elkaar ontmoeten, is het een kwestie van het bepalen van de lijnen die hen snijden."
- Bibsys: 32902
- Biblioteca Nacional de España: XX1695108
- Bibliothèque nationale de France: cb12127574n (data)
- CiNii: DA08987160
- Gemeinsame Normdatei: 117134503
- International Standard Name Identifier: 0000 0000 7973 5077
- Library of Congress Control Number: n85800222
- Nationale Bibliotheek van Tsjechië: ntk20211102501
- Nationale bibliotheek van Australië: 35566441
- Nationale Bibliotheek van Israël: 987007313710805171
- Nederlandse Thesaurus van Auteursnamen: 071545026
- Réseau des bibliothèques de Suisse occidentale: 02-A003606329
- SNAC: w6h14z55
- Système universitaire de documentation: 02970961X
- Trove: 998399
- Virtual International Authority File: 36951765
- WorldCat: E39PBJjtfp663cwRWDdd833JDq